# آل دعثرة (الصومعة)

تعديل مصدري - تعديل

ال دعثرة هي إحدى قرى عزلة ال عبيد بمديرية الصومعة التابعة لمحافظة البيضاء، بلغ تعداد سكانها 148 نسمة حسب تعداد اليمن لعام 2004.